# Hirasea
Hirasea é um género de gastrópode  da família Endodontidae.
Este género contém as seguintes espécies:
- Hirasea acutissima
- Hirasea biconcava
- Hirasea chichijimana
- Hirasea diplomphalus
- Hirasea eutheca
- Hirasea goniobasis
- Hirasea hypolia
- Hirasea insignis
- Hirasea major
- Hirasea mirabilis
- Hirasea nesiotica
- Hirasea operculina
- Hirasea planulata
- Hirasea profundispira
- Hirasea sinuosa